# Gand-Wevelgem 1999
La 61e édition de la course cycliste Gand-Wevelgem a eu lieu le 7 avril 1999.

## Résumé de la course
Tom Steels l'emporte au sprint devant un groupe de 15 coureurs grâce en partie  à l'aide de ses coéquipiers de la Mapei Johan Museeuw et Wilfried Peeters.

## Classement final
| \| Classement général \| Classement général \| Classement général \| Classement général \| Classement général \| \| Coureur \| Coureur \| Pays \| Équipe \| Temps \| \| ------------------ \| ------------------ \| ------------------ \| ----------------------- \| ------------------ \| \| 1er \| Tom Steels \| Belgique \| Mapei-Quick Step \| 5 h 15 min 53 s \| \| 2e \| Zbigniew Spruch \| Pologne \| Lampre-Daikin \| + 0 s \| \| 3e \| Tristan Hoffman \| Pays-Bas \| TVM-Farm Frites \| + 0 s \| \| 4e \| George Hincapie \| États-Unis \| US Postal Service \| + 0 s \| \| 5e \| Romāns Vainšteins \| Lettonie \| Vini Caldirola-Sidermec \| + 0 s \| \| 6e \| Juris Silovs \| Lettonie \| Home-Jack & Jones \| + 0 s \| \| 7e \| Andreï Tchmil \| Belgique \| Lotto-Mobistar \| + 0 s \| \| 8e \| Ludo Dierckxsens \| Belgique \| Lampre-Daikin \| + 0 s \| \| 9e \| Steffen Wesemann \| Allemagne \| Deutsche Telekom \| + 0 s \| \| 10e \| Léon van Bon \| Pays-Bas \| Rabobank \| + 0 s \| |                   |            |                         |                 |
| |                   |            |                         |                 |
| Sources : ProCyclingStats Cycling Archives |                   |            |                         |                 |
| Classement général |                   |            |                         |                 |
| Coureur | Coureur           | Pays       | Équipe                  | Temps           |
| 1er | Tom Steels        | Belgique   | Mapei-Quick Step        | 5 h 15 min 53 s |
| 2e | Zbigniew Spruch   | Pologne    | Lampre-Daikin           | + 0 s           |
| 3e | Tristan Hoffman   | Pays-Bas   | TVM-Farm Frites         | + 0 s           |
| 4e | George Hincapie   | États-Unis | US Postal Service       | + 0 s           |
| 5e | Romāns Vainšteins | Lettonie   | Vini Caldirola-Sidermec | + 0 s           |
| 6e | Juris Silovs      | Lettonie   | Home-Jack & Jones       | + 0 s           |
| 7e | Andreï Tchmil     | Belgique   | Lotto-Mobistar          | + 0 s           |
| 8e | Ludo Dierckxsens  | Belgique   | Lampre-Daikin           | + 0 s           |
| 9e | Steffen Wesemann  | Allemagne  | Deutsche Telekom        | + 0 s           |
| 10e | Léon van Bon      | Pays-Bas   | Rabobank                | + 0 s           |